# هانس کلنک
هانس کلنک (انگلیسی: Hans Klenk؛ زادهٔ ۲۸ اکتبر ۱۹۱۹ در کونتسالو، بادن-وورتمبرگ – درگذشتهٔ ۲۴ مارس ۲۰۰۹ در فلبرگ، بادن-وورتمبرگ) رانندهٔ مسابقات اتومبیل‌رانی فرمول یک اهل آلمان بود. کلنک از ۳ اوت ۱۹۵۲ در یک گراند پری از مسابقات جهانی فرمول یک شرکت کرد، اما موفق به کسب هیچ امتیازی نشد.

## نتایج کامل در مسابقات جهانی فرمول یک
(کلید)
| سال  | شرکت‌کننده | شاسی         | موتور        | ۱        | ۲   | ۳     | ۴      | ۵        | ۶        | ۷           | ۸       | ۹       | قهرمانی رانندگان | امتیاز |
| ---- | --------- | ------------ | ------------ | -------- | --- | ----- | ------ | -------- | -------- | ----------- | ------- | ------- | ---------------- | ------ |
| ۱۹۵۲ | هانس کلنک | وریتاس متئور | وریتاس ۶-خطی | سوئیس    | ۵۰۰ | بلژیک | فرانسه | بریتانیا | آلمان ۱۱ | هلند        | ایتالیا |         | ر.ن.             | ۰      |
| ۱۹۵۳ | هانس کلنک | وریتاس متئور | وریتاس ۶-خطی | آرژانتین | ۵۰۰ | هلند  | بلژیک  | فرانسه   | بریتانیا | آلمان ع. ر. | سوئیس   | ایتالیا | ر.ن.             | ۰      |